# Понте Буджанезе
По̀нте Буджанѐзе (на италиански: Ponte Buggianese) е градче и община в Централна Италия, провинция Пистоя, регион Тоскана. Разположено е на 18 m надморска височина. Населението на общината е 8904 души (към 2018 г.).